# 岡崎中央総合公園総合体育館

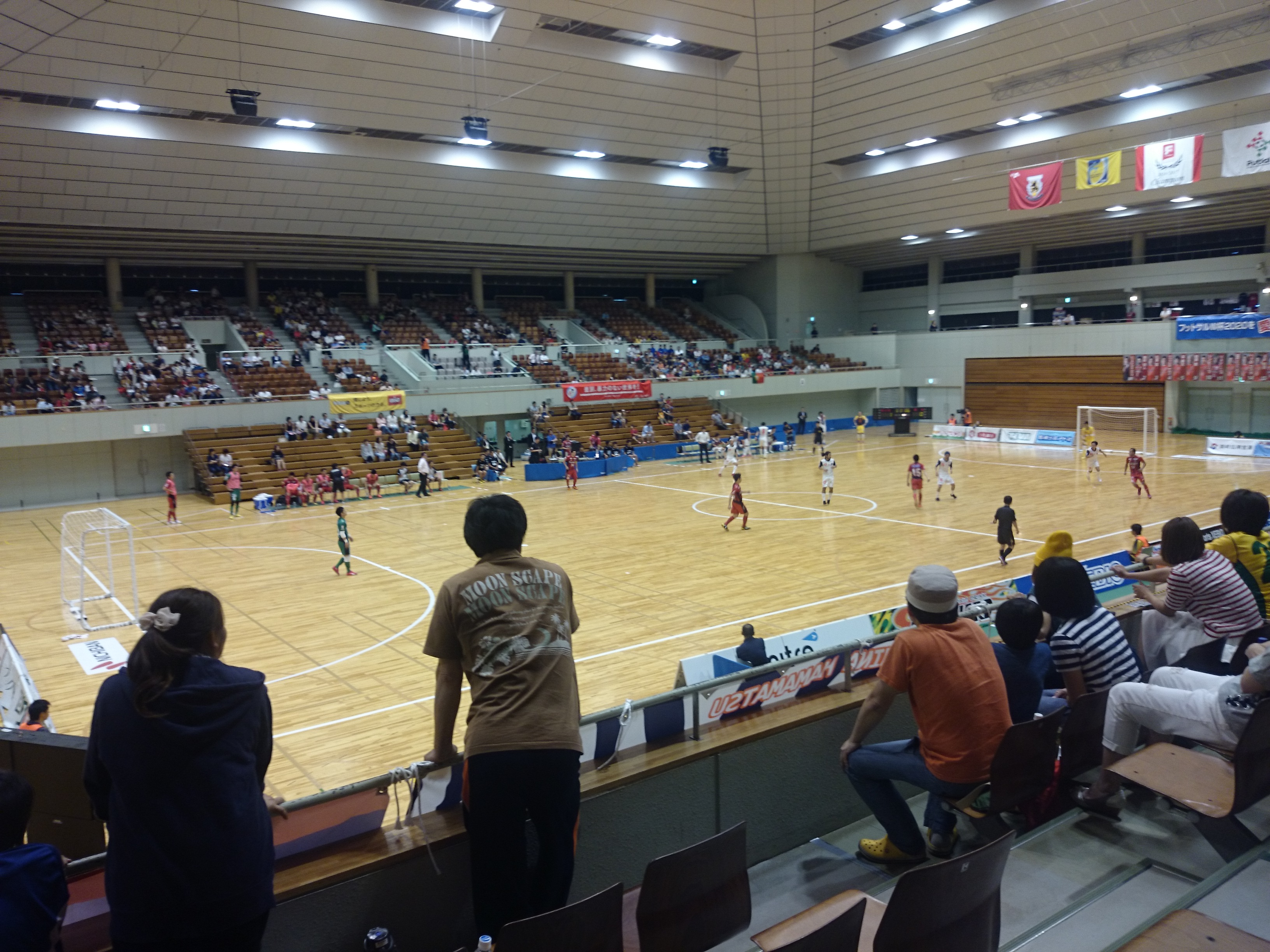
Fリーグ開催時の岡崎中央総合公園中央体育館（2015年6月）

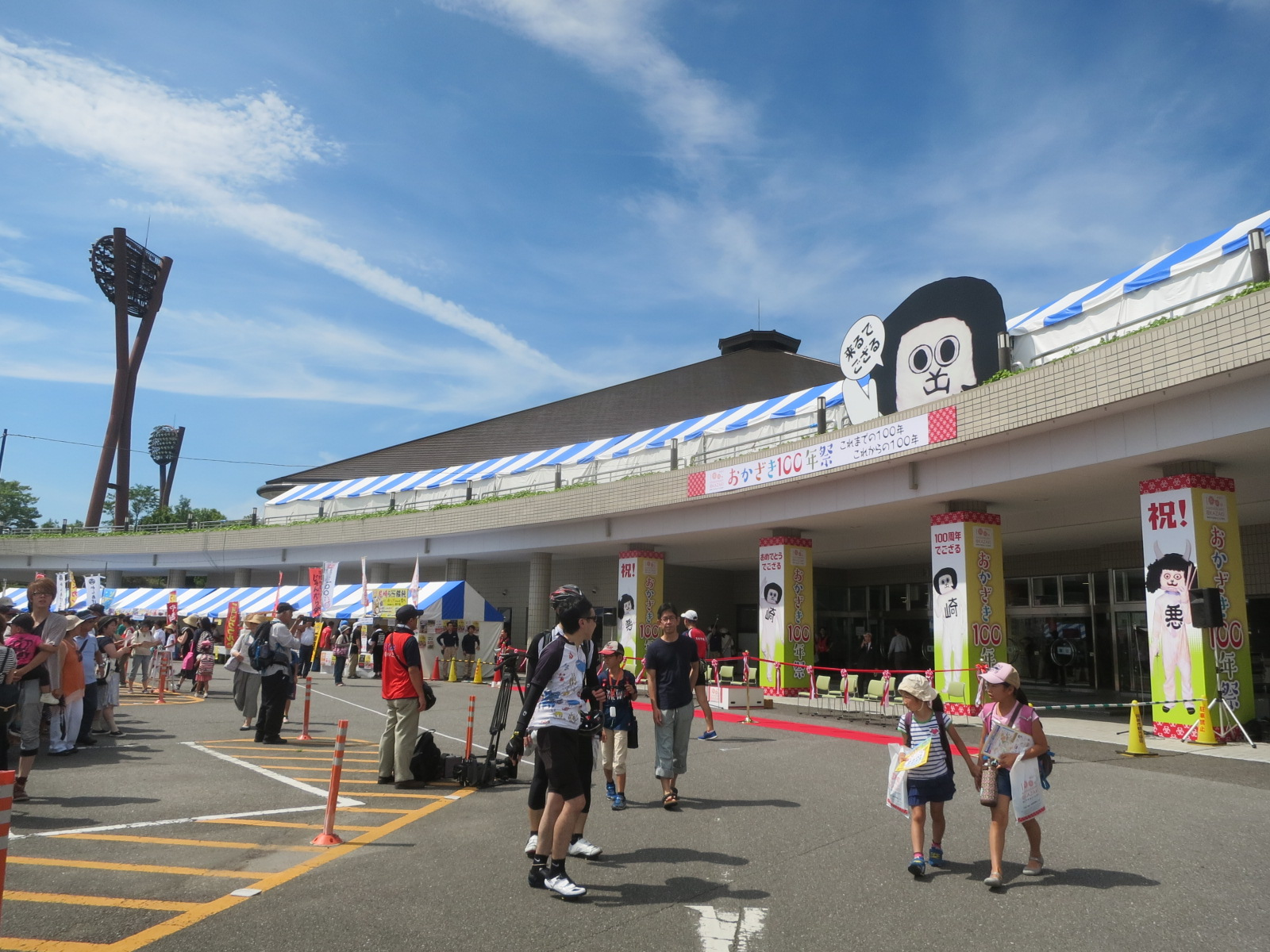
おかざき100年祭（2016年7月）

岡崎中央総合公園総合体育館（おかざき ちゅうおうそうごうこうえん そうごうたいいくかん）は、愛知県岡崎市の岡崎中央総合公園にある屋内スポーツ施設である。

## 概要
1991年（平成3年）9月に竣工し、1992年（平成4年）1月1日にオープンした。2006年（平成18年）4月より指定管理者として、一般社団法人岡崎パブリックサービスが管理運営に当たっている。2008年（平成20年）度にはフロアのリニューアル工事が行われた。年間利用者数は35万人を超える（2010年（平成22年）度）。

## 施設
体育館棟
- 面積 - 2,646m2（63m×42m）
- 利用可能数 - バレーボール：4面、バスケットボール：3面、バドミントン：12面、卓球：50台など
- 観客席 - 固定席：2,372人、可動席：2,301人

武道館棟
- 面積 - 1,722m2
- 利用可能数 - 柔道：4面、剣道：4面、バレーボール：2面、バスケットボール：2面など
- 観客席 - 固定席：1,580人、可動席：624人

錬成道場棟
- 第一錬成道場（18m×30m）
  - 面積 - 540m2
  - 利用可能数 - 剣道：2面
  - 観客席 - 固定席：180人
- 第二錬成道場 - 540m2（18m×30m）
  - 利用可能数 - 柔道：2面
  - 観客席 - 固定席：180人

トニーニングルーム
ランニングコース（120m）

## 主な大会・イベント
Bリーグの三遠ネオフェニックス・シーホース三河やWリーグのトヨタ自動車アンテロープス、Vプレミアリーグのデンソー・エアリービーズやトヨタ車体クインシーズ、Fリーグの名古屋オーシャンズがホームゲームを開催している。
1994年（平成6年）に開かれたわかしゃち国体では空手道の会場となった。
2016年（平成28年）4月6日、「大相撲岡崎場所」の会場となった。岡崎市で大相撲が開催されるのは18年ぶり。
2016年（平成28年）7月1日、武道館棟において「岡崎市制施行100周年記念式」が開催された。
2016年（平成28年）7月2日・7月3日、総合体育館を中心に岡崎中央総合公園で100周年を市民で祝うイベント「おかざき100年祭」が開催された。
総合体育大会は、岡崎市内の全中学校運動部が行う体育大会である。各学校の1年生による応援合戦も見どころの一つである。

## 交通アクセス
- 名鉄名古屋本線 東岡崎駅から名鉄バス「中央総合公園」バス停下車。